# عشيبيويات بدائية
عشيبيويات بدائية (الاسم العلمي: Paraherbaspirillum) هي جنس من البكتيريا، سلبية الغرام، تتبع فصيلة الجرثوميات حامضية.